# Вопака (Вісконсин)
Вопака (англ. Waupaca) — місто (англ. city) в США, в окрузі Вопака штату Вісконсин. Населення — 6282 особи (2020).

## Географія
Вопака розташована за координатами 44°21′0″ пн. ш. 89°4′12″ зх. д. / 44.35000° пн. ш. 89.07000° зх. д. (44.350048, -89.070003).  За даними Бюро перепису населення США в 2010 році місто мало площу 21,01 км², з яких 20,25 км² — суходіл та 0,76 км² — водойми.

## Демографія
Згідно з переписом 2010 року, у місті мешкало 6069 осіб у 2702 домогосподарствах у складі 1356 родин. Густота населення становила 289 осіб/км².  Було 2996 помешкань (143/км²).
Расовий склад населення:
| - 96,6 % — білих - 0,9 % — чорних або афроамериканців - 0,7 % — корінних американців - 0,3 % — азіатів |

До двох чи більше рас належало 1,0 %. Частка іспаномовних становила 2,3 % від усіх жителів.
За віковим діапазоном населення розподілялося таким чином: 22,1 % — особи молодші 18 років, 57,8 % — особи у віці 18—64 років, 20,1 % — особи у віці 65 років та старші. Медіана віку мешканця становила 40,1 року. На 100 осіб жіночої статі у місті припадало 90,4 чоловіків;  на 100 жінок у віці від 18 років та старших — 87,7 чоловіків також старших 18 років.
Середній дохід на одне домашнє господарство  становив 55 681 долар США (медіана — 41 897), а середній дохід на одну сім'ю — 70 366 доларів (медіана — 60 517). Медіана доходів становила 49 725 доларів для чоловіків та 32 429 доларів для жінок. За межею бідності перебувало 11,5 % осіб, у тому числі 16,9 % дітей у віці до 18 років та 10,0 % осіб у віці 65 років та старших.
Цивільне працевлаштоване населення становило 2796 осіб. Основні галузі зайнятості: виробництво — 27,7 %, освіта, охорона здоров'я та соціальна допомога — 24,6 %, роздрібна торгівля — 9,3 %, мистецтво, розваги та відпочинок — 8,6 %.